# Pakri-Inseln
Pakri-Inseln (estnisch Pakri saared, schwedisch Rågöarna, Einzahl Rågö) bezeichnet die beiden estnischen Inseln Suur-Pakri (“Groß Pakri”, schwedisch: Stora Rågö, “Groß Rågö”) und Väike-Pakri (“Klein Pakri”, schwedisch: Lilla Rågö, “Klein Rågö”) im Finnischen Meerbusen.
Die Inseln liegen 2,5 km vor der Stadt Paldiski und gehören verwaltungsmäßig zur Gemeinde Lääne-Harju. 1345 wurden sie durch fünf schwedische Familien aus der Umgebung des Klosters Padise besiedelt. Sie erhielten den schwedischsprachigen Namen Rågöarna (Roggeninseln). Noch 1934 waren die Inseln eine eigenständige Gemeinde mit fünf Dörfern und 354 Einwohnern. Im August 1944 wurde die Bevölkerung im Zusammenhang mit der sowjetischen Besetzung Estlands nach Schweden evakuiert.
Die Inseln dienten bis 1992 als Stationierungspunkt der Sowjetarmee und Übungsgelände für Bombenabwürfe. Alle ursprünglichen Gebäude, die beiden Kirchen (erbaut 1825 und 1890) und der historische Friedhof wurden dabei vollständig zerstört. Beide Inseln verbindet ein Damm, den die Armee Anfang der 1950er Jahre erbauen ließ.
Auf beiden Inseln finden sich zahlreiche Findlinge und eine reichhaltige Flora und Fauna. Seit 1998 sind die Inseln Naturschutzgebiet, in dem Jagen und Fischfang verboten sind. Die Pakri-Inseln sind beliebte und lohnende Ausflugsziele für Naturliebhaber und Touristen.

## Suur-Pakri (Stora Rågö, Groß-Pakri)
Suur-Pakri (westliche Insel) hat eine Fläche von 11,6 km². Die höchste Erhebung liegt 4 m über dem Meeresspiegel. Auf der Insel findet sich gutes Quellwasser.

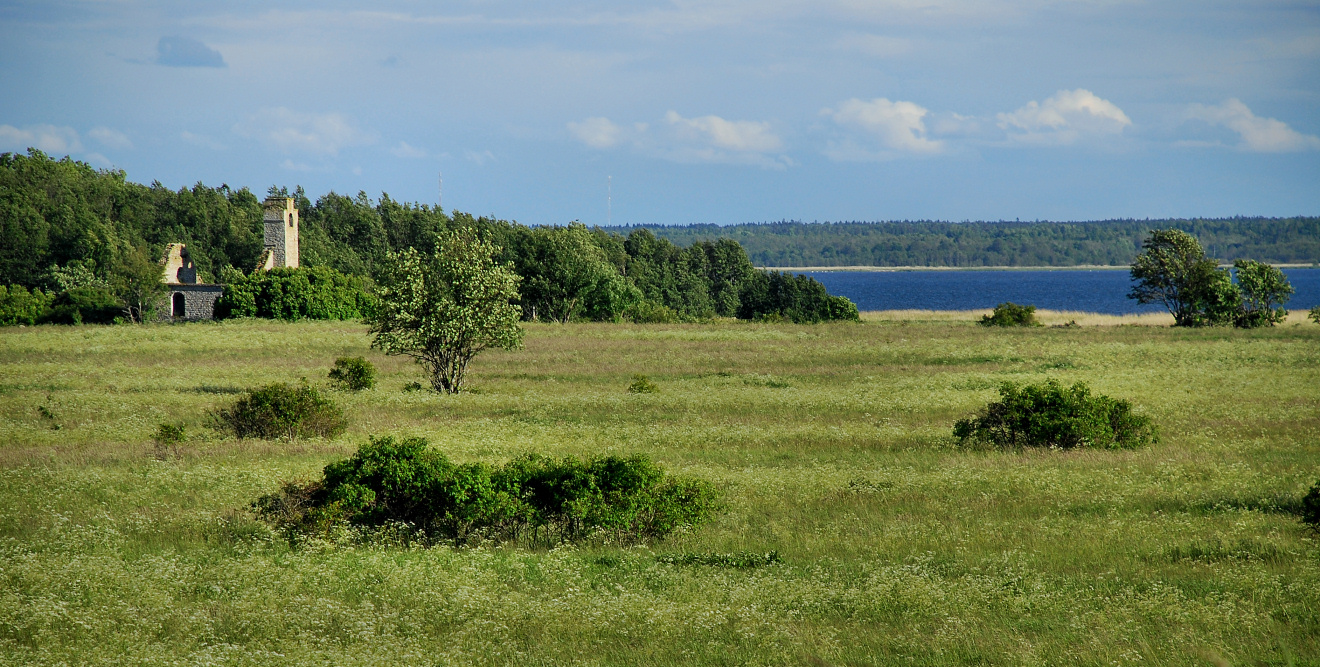
Kirche
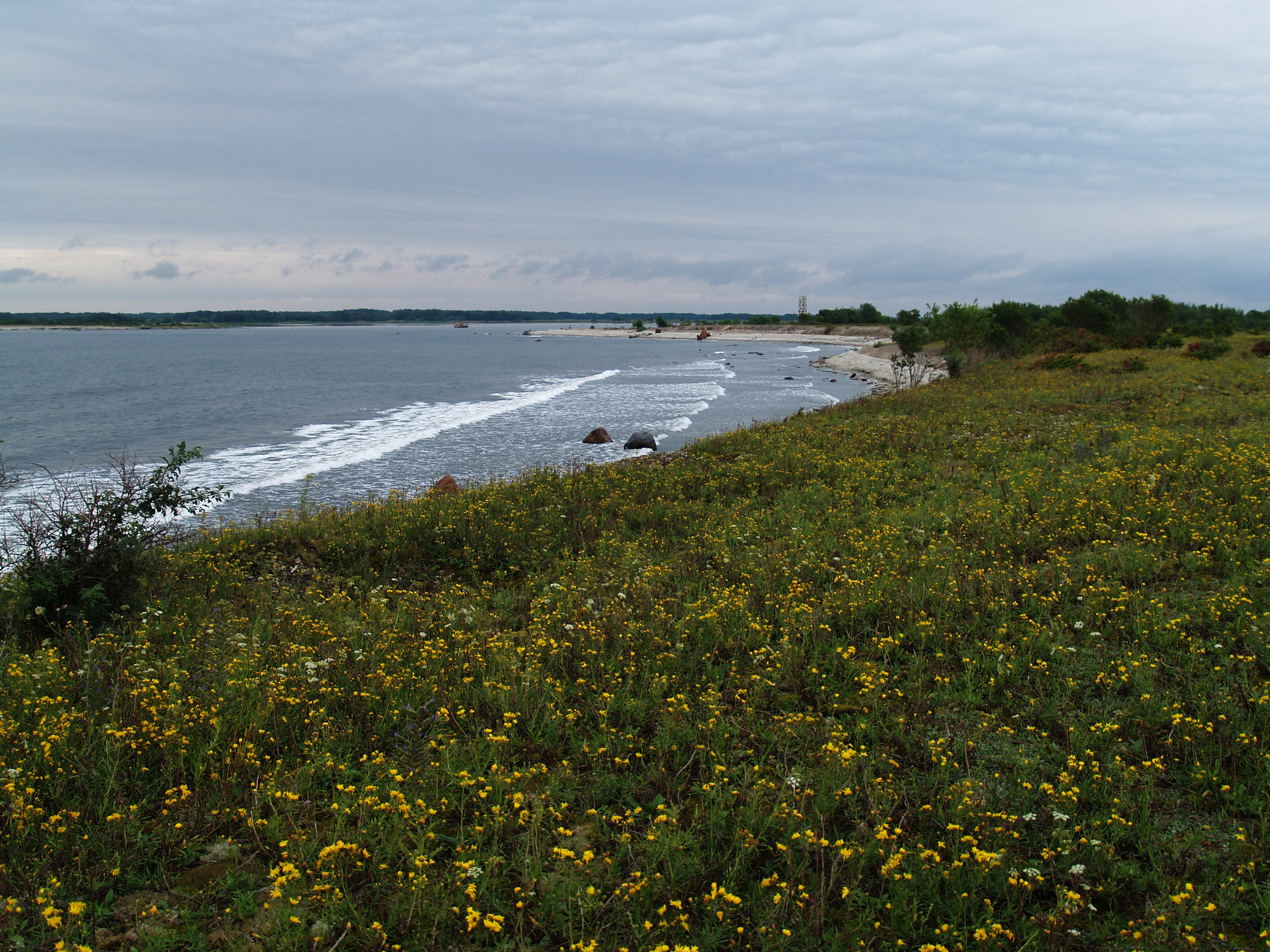
Nordküste
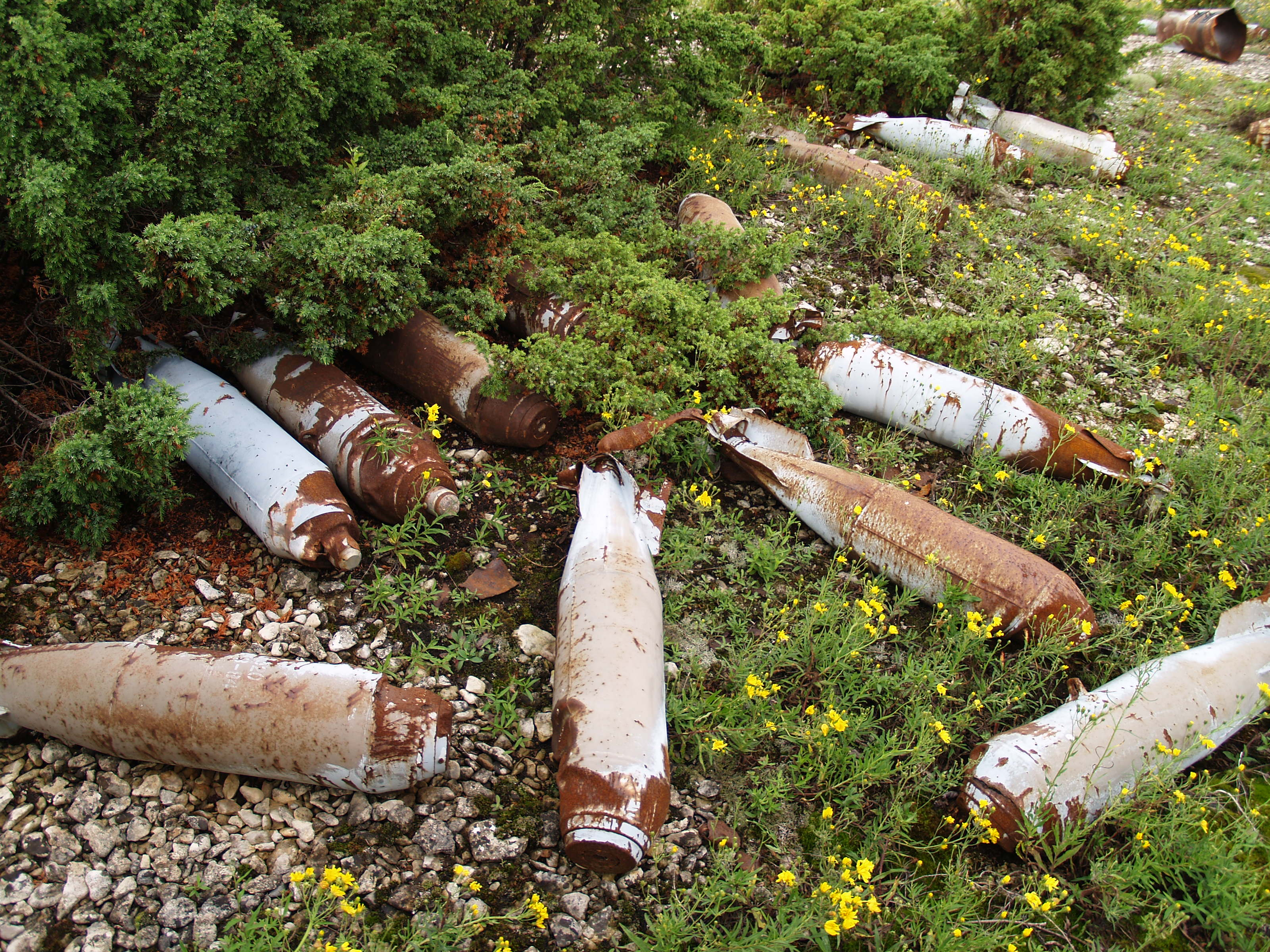
Munitionsreste
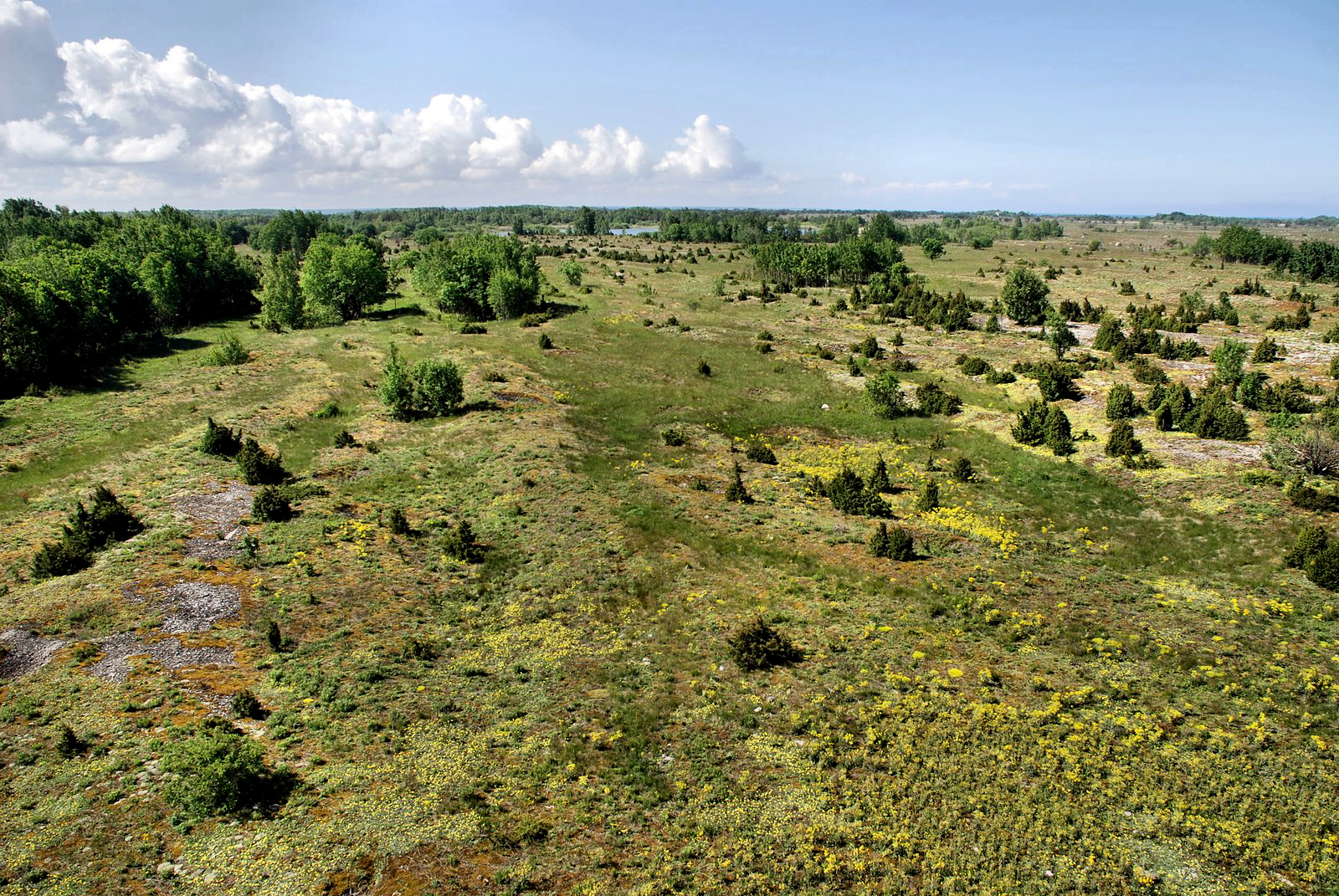
Landschaft
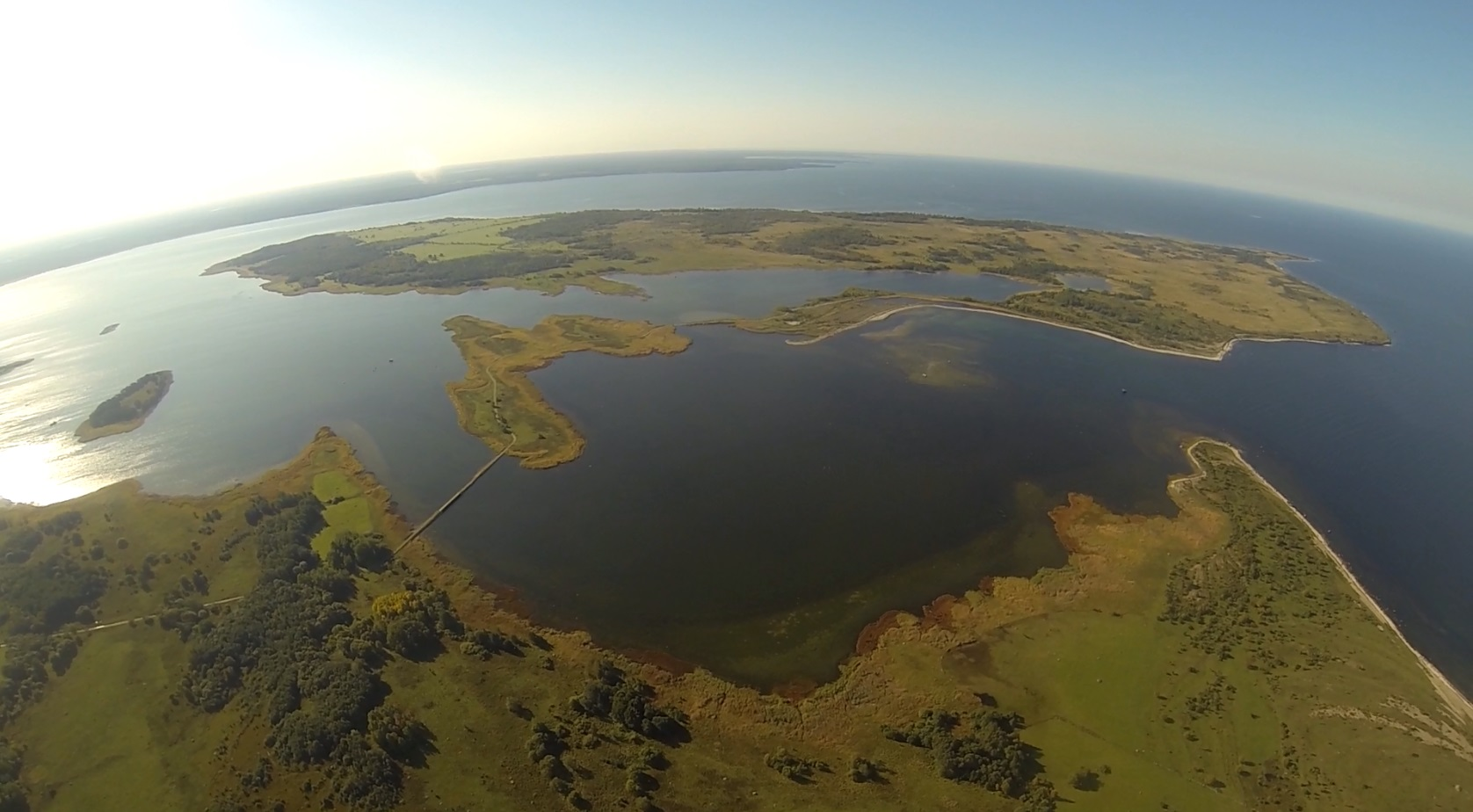
Suur-Pakri mit Brücke Suur-Pakri – Väike-Pakri
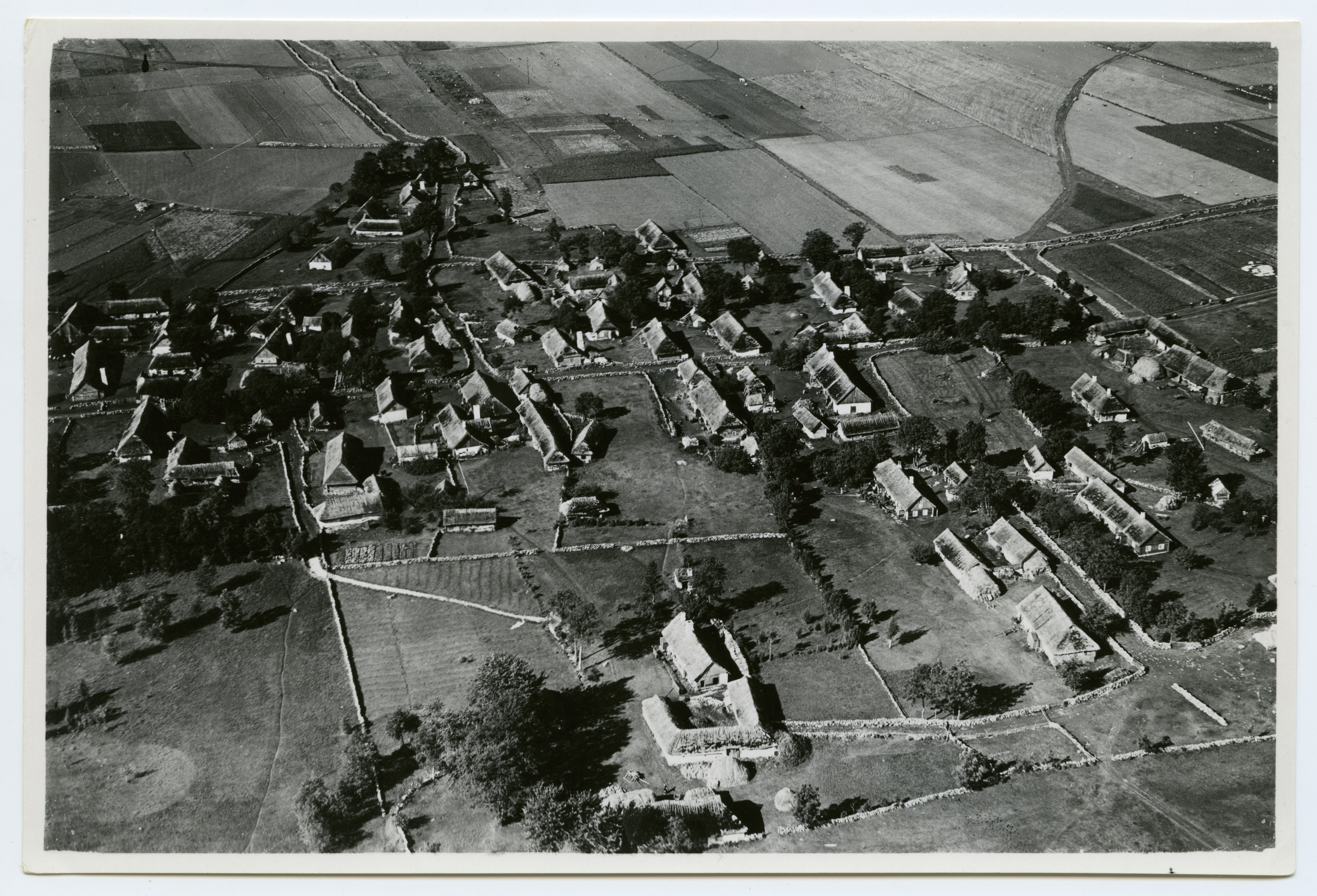
Storbyn im Jahr 1934

## Väike-Pakri (Lilla Rågö, Klein-Pakri)
Väike-Pakri (östliche Insel) ist mit etwa 12,9 km² etwas größer als die Nachbarinsel (11,6 km², die frühere Benennung erfolgte nach der Einwohnerzahl). Die höchste Erhebung liegt 13 m über dem Meeresspiegel. Seit den 2000ern ist die Insel wieder besiedelt.

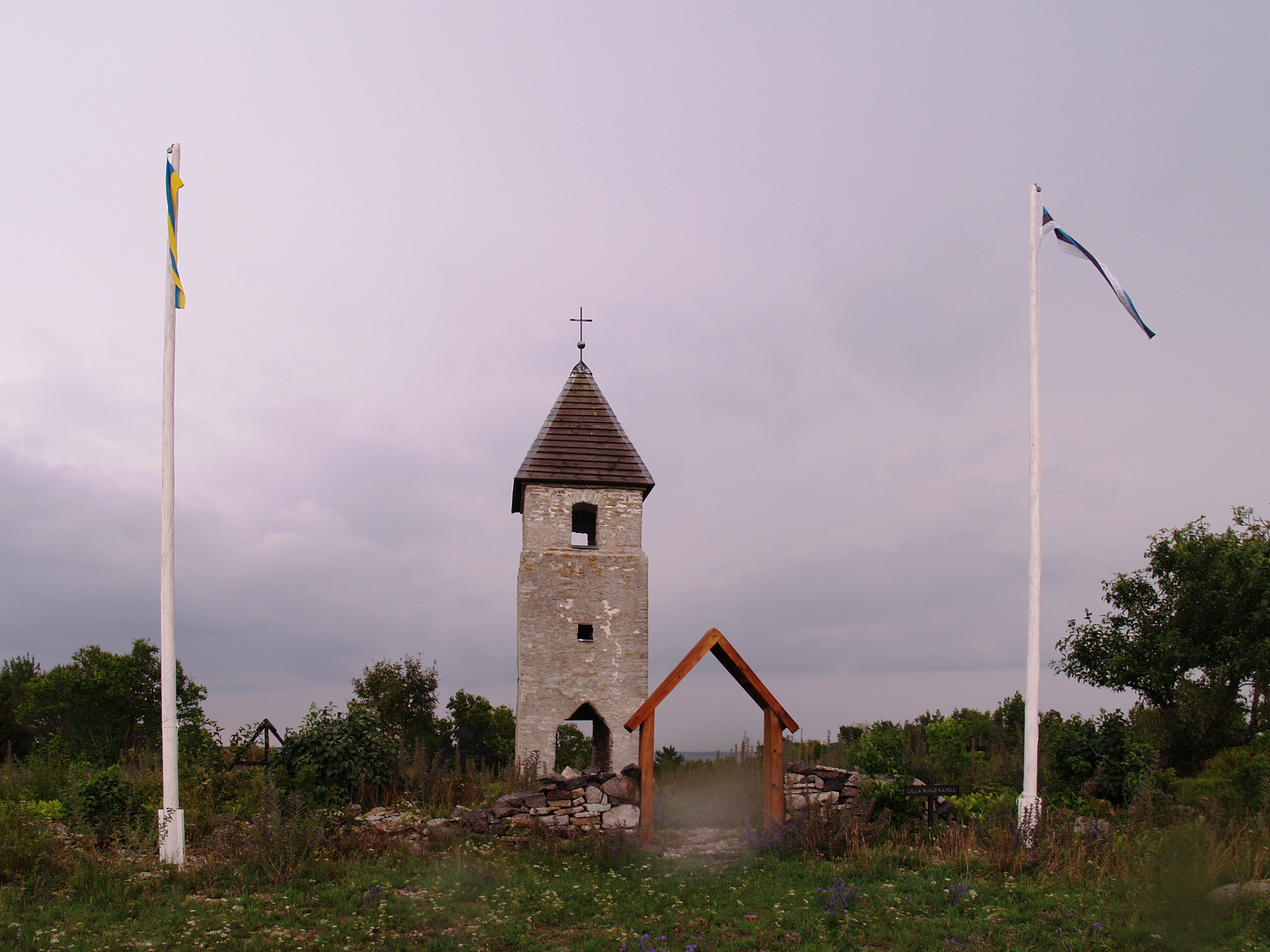
Kirchturm
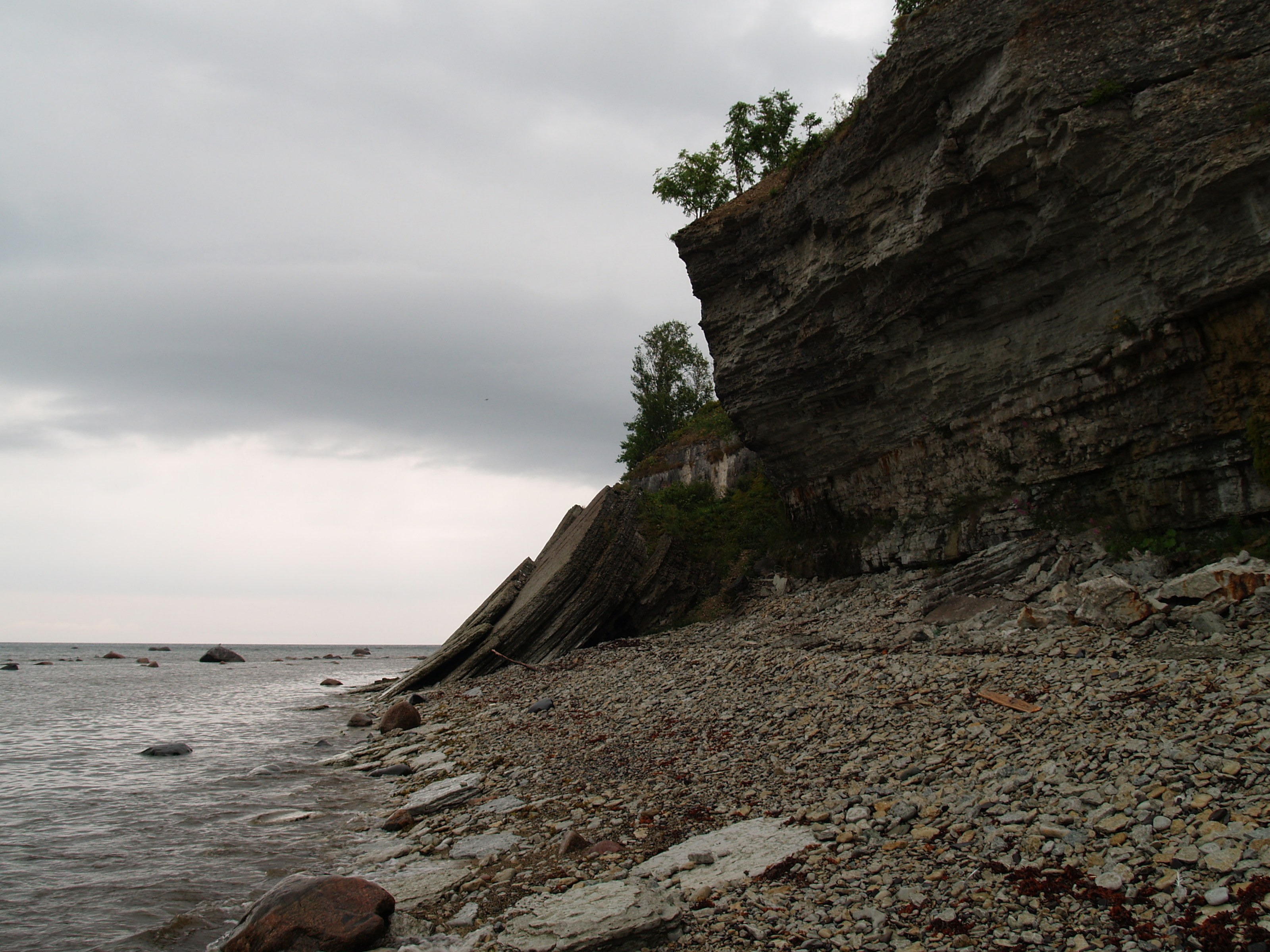
Steilküste
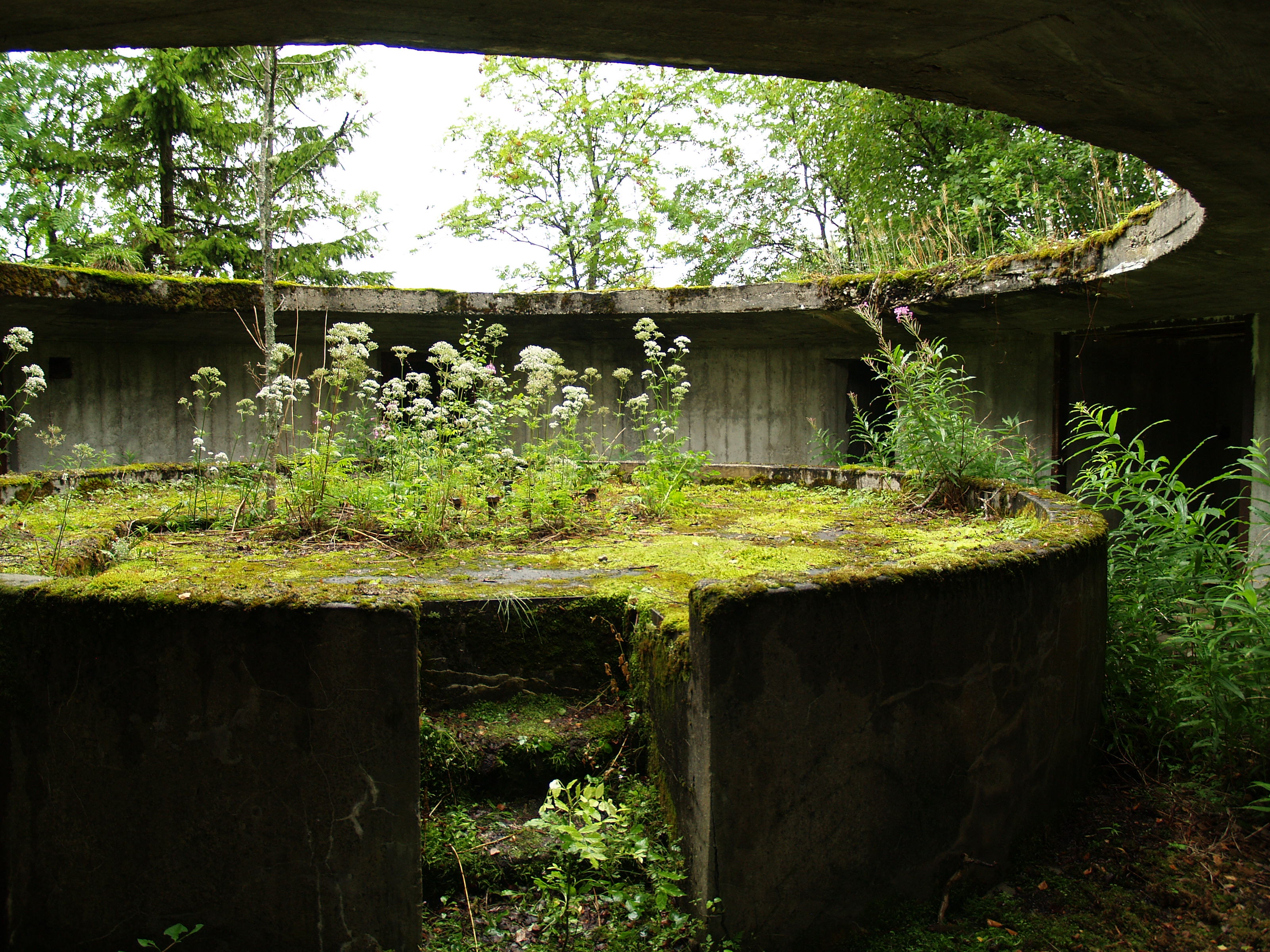
Verlassene Militärbauten
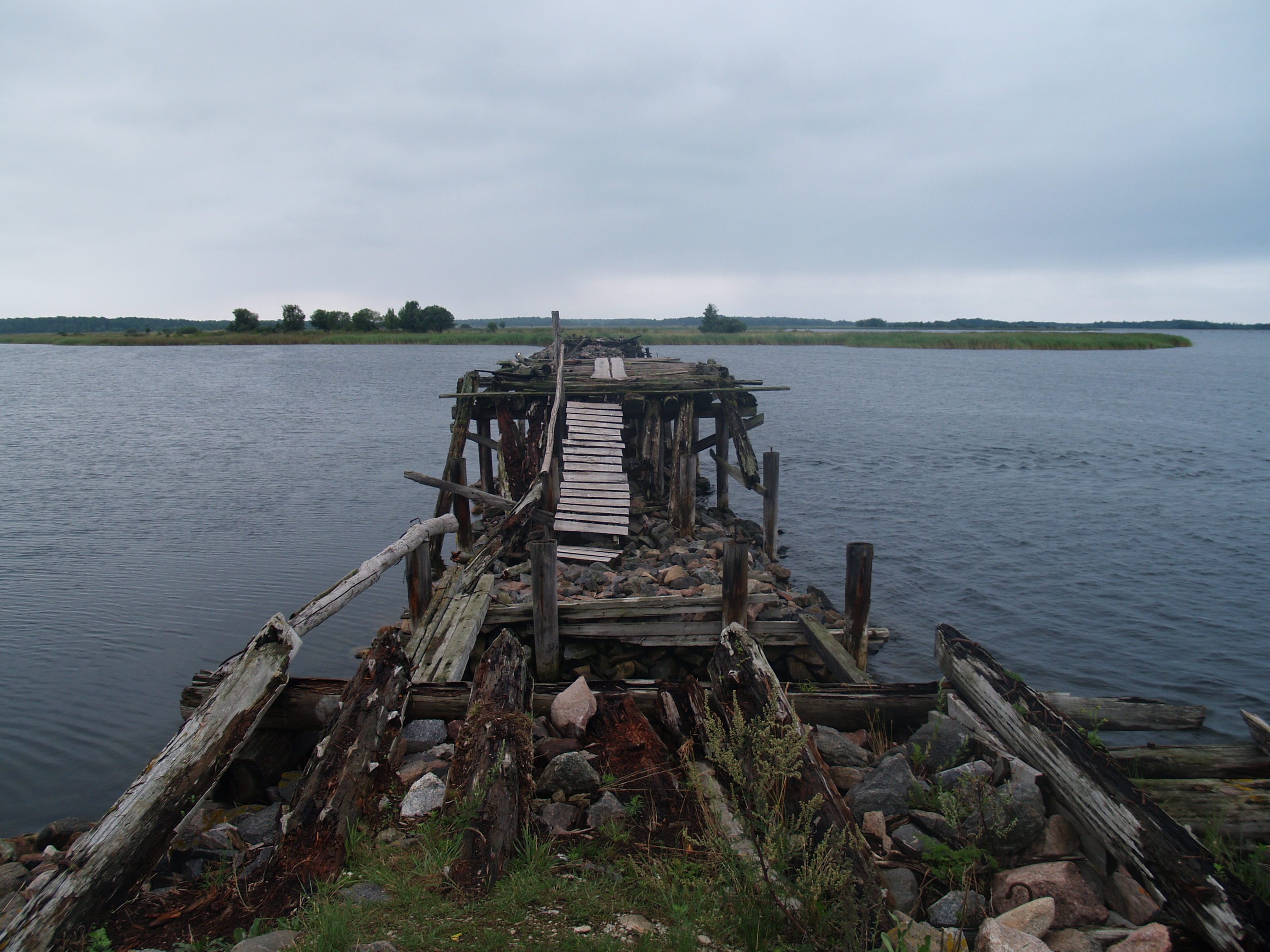
Brücke Suur-Pakri – Väike-Pakri
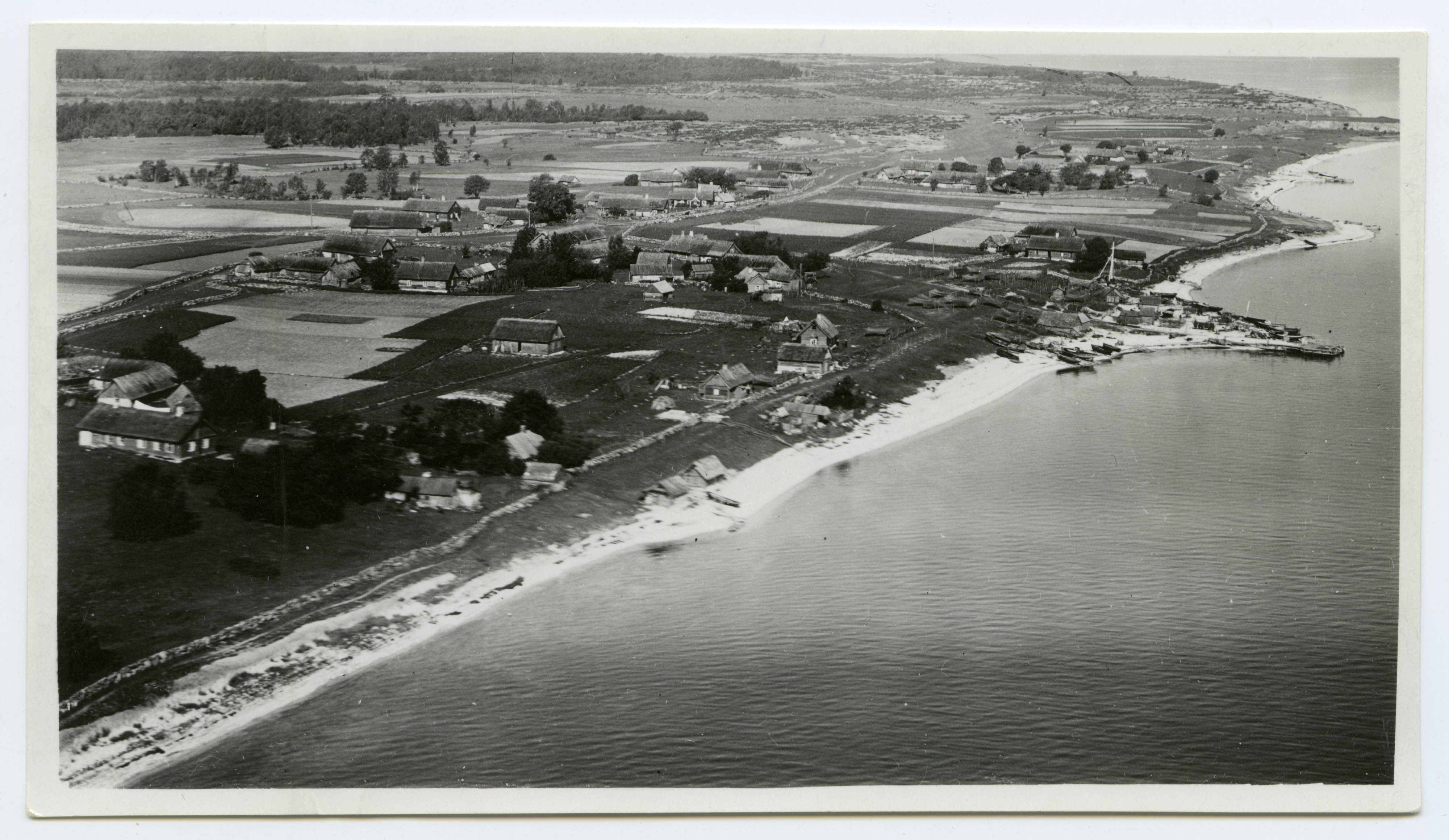
Väike küla im Jahr 1934